# Рудинка (Горловское сельское поселение)
Рудинка — село в Скопинском районе Рязанской области России, входит в состав Горловского сельского поселения.

## География
Село расположено в 4 км на юго-восток от центра поселения села Горлово и в 39 км на запад от райцентра города Скопин.

## История
Время первоначального построения в селе Рудинке Дмитриевской церкви не известно; указание на существование ее встречается в списке церквей 1734 года. Вместо вторично построенной в 1774 году деревянной Дмитриевской церкви, в 1869 году была освящена каменная Троицкая церковь с приделами святого великомученика Димитрия Мироточивого и преподобной Домники. С 1844 года местным священником открыта сельская школа.
В XIX — начале XX века село входило в состав Горловской волости Скопинского уезда Рязанской губернии. В 1906 году в селе было 506 дворов.
С 1929 года село являлось центром Рудинского сельсовета Горловского района Рязанского округа Московской области, с 1937 года — в составе Рязанской области, с 1959 года — в составе Горловского сельсовета Скопинского района, с 2005 года — в составе Горловского сельского поселения.

## Население
| 1859 | 1897  | 1906  | 2010 |
| ---- | ----- | ----- | ---- |
| 1650 | ↗3029 | ↗3772 | ↘188 |

## Известные уроженцы, жители
Минин, Владилен Фёдорович — советский учёный-физик, доктор технических наук, профессор, академик АТН РФ. Основатель, генеральный директор и главный конструктор Института прикладной физики (1966—1996).

## Достопримечательности
В селе расположена недействующая Троицкая церковь (1869).